# Fämten
Fämten är en sjö i Malung-Sälens kommun i Dalarna och ingår i Göta älvs huvudavrinningsområde. Sjön har en area på 4,75 kvadratkilometer och ligger 414,2 meter över havet. Vid provfiske har bland annat abborre, gädda, lake och sik fångats i sjön.

## Delavrinningsområde
Fämten ingår i det delavrinningsområde (673816-135877) som SMHI kallar för Utloppet av Fämten. Medelhöjden är 462 meter över havet och ytan är 44,28 kvadratkilometer. Räknas de 2 avrinningsområdena uppströms in blir den ackumulerade arean 83,75 kvadratkilometer. Fämtan som avvattnar avrinningsområdet har biflödesordning 2, vilket innebär att vattnet flödar genom totalt 2 vattendrag innan det når havet efter 451 kilometer. Avrinningsområdet består mestadels av skog (70 procent) och sankmarker (12 procent). Avrinningsområdet har 5,08 kvadratkilometer vattenytor vilket ger det en sjöprocent på 11,5 procent.

## Fisk
Vid provfiske har följande fisk fångats i sjön:
- Abborre
- Gädda
- Lake
- Sik
- Siklöja